# Kostbaar Bloedkerk

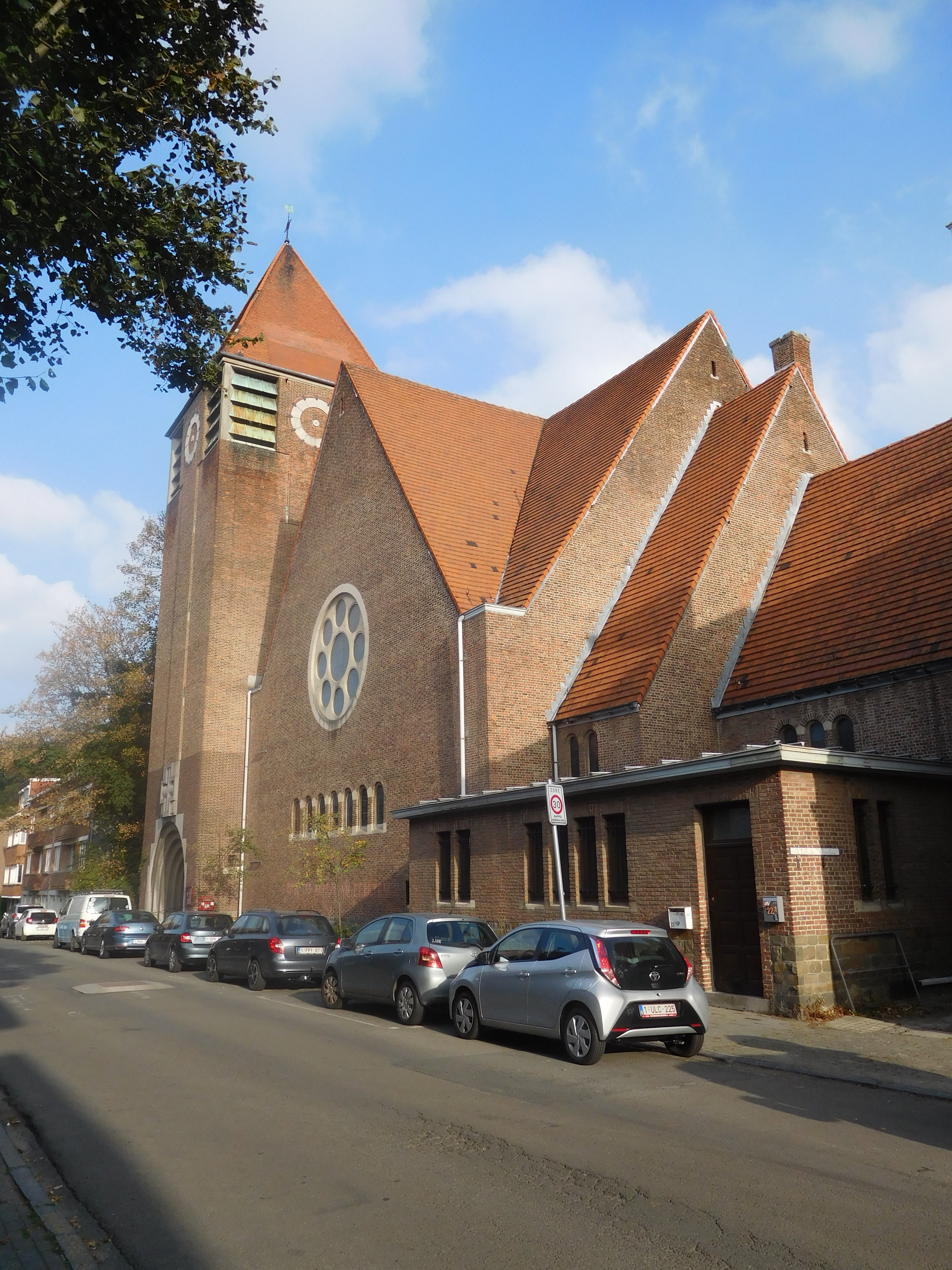
Kostbaar Bloedkerk

De Kostbaar Bloedkerk (Frans: Église du Précieux-Sang) is een kerkgebouw in de Belgische gemeente Ukkel in het Brussels Hoofdstedelijk Gewest. De kerk staat aan de Haanstraat in de wijk Wolvenberg in het westen van de gemeente Ukkel.
De kerk is gewijd aan het Kostbaar Bloed.

## Geschiedenis
In 1941 werd de parochie van het Kostbaar Bloed opgericht.
In 1950 werd de kerk gebouwd naar het ontwerp van architect Chrétien Veraart.
In 1961 werd de kerk geconsacreerd.

## Gebouw
Het bakstenen kerkgebouw is een kruiskerk, bestaande uit een kruisvormig schip en een naast de kerk geplaatste kerktoren. Onder de toren is het ingangsportaal en de kerktoren wordt gedekt door een tentdak. 